# دالاس ماوریکس
تیم بسکتبال دالاس موریکس (به انگلیسی: Dallas Mavericks)، از شهر دالاس در ایالت تگزاس می‌باشد.
این تیم در سال ۲۰۱۱ برای اولین بار به عنوان قهرمانی NBA دست یافت.
مربی این تیم جیسن کید است.

## بازیکنان سرشناس
از سرشناس‌ترین بازیکنان حال حاضر تیم دالاس موریکس می‌توان به لوکا دانچیچ و کایری اروینگ اشاره کرد.

## بازیکنان
بر اساس فهرست فصل ۲۰۲۱–۲۰۲۲
- لوکا دانچیچ (پوینت گارد)
- کایری اروینگ (پوینت گارد)

جیلن برانسن (پوینت گارد)
- تیم هاردوی جونیور (شوتینگ گارد)

مکسی کلبر (سنتر - فوروارد)
- اسپنسر دینویدی (گارد)
- تری برک
- دوایت پاول
- دوریان فنی اسمیت
- بوبان ماریانوویچ
- جاش گرین

داویس برتانز
رجی بولاک
فرانک نلکینا
مارکس کرس

### سابق
از بازیکنان صاحب‌نام این تیم درگذشته می‌توان کریس کیمان، جیسون کید و استیو نش و درک نویتسکی را نام برد.

## تاریخچه
در سال ۲۰۰۰ میلادی، میلیاردر مشهور آمریکایی، مارک کیوبن، این تیم را از صاحب آن، هنری راس پرو (فرزند راس پرو) به قیمت ۲۸۵ میلیون دلار خریداری کرد. مارک کیوبن کماکان صاحب این تیم است.
موریکس‌ها در سال ۲۰۰۶ به نایب قهرمانی لیگ و در سال ۲۰۱۱ به قهرمانی لیگ دست یافتند. این بالاترین افتخاریست که این تیم تا کنون بدان دست یازیده‌است.

## نگارخانه

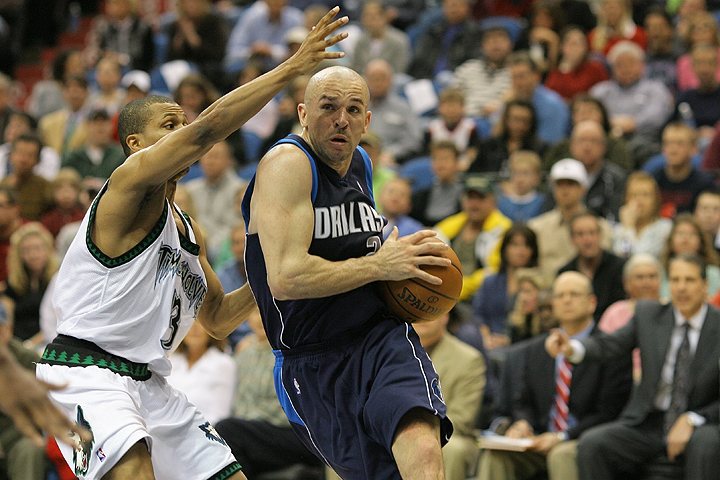
جیسون کید
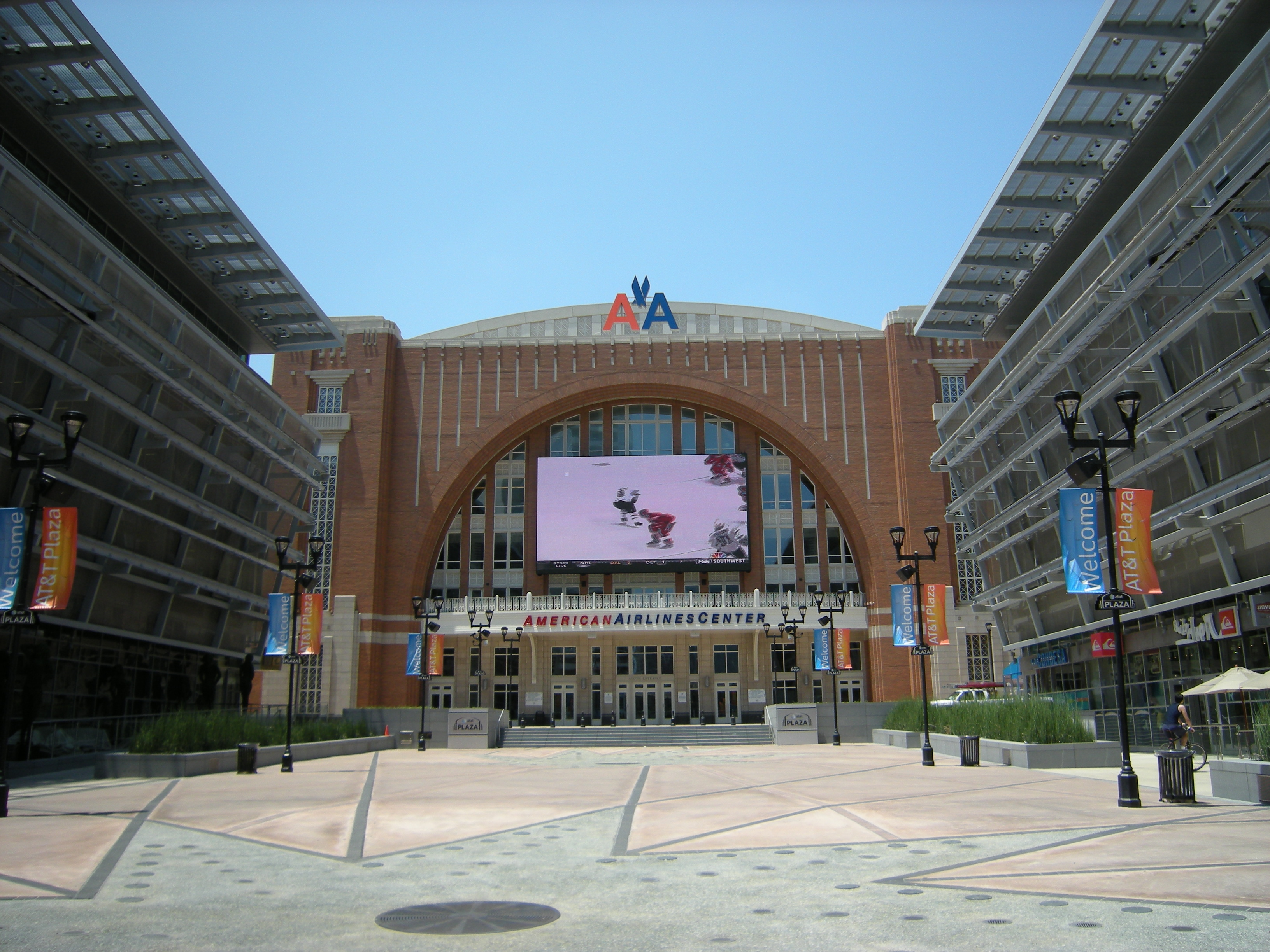
امریکن ایرلاینز سنتر
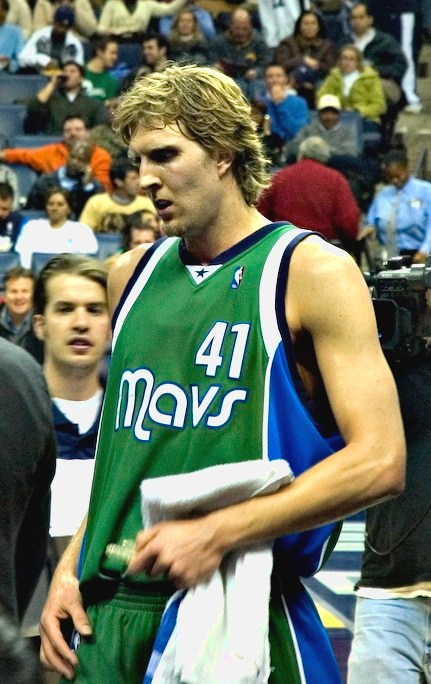
درک نویتسکی

## طرفداران
در میان مشاهیر، دیوید هاسلهوف و جسیکا سیمپسون
و تونی کروس و نواک جوکوویچ از طرفداران بزرگ این تیم محسوب می‌گردند.

## وبگاه رسمی
- Dallas Mavericks